# Zweifleck-Weißspanner

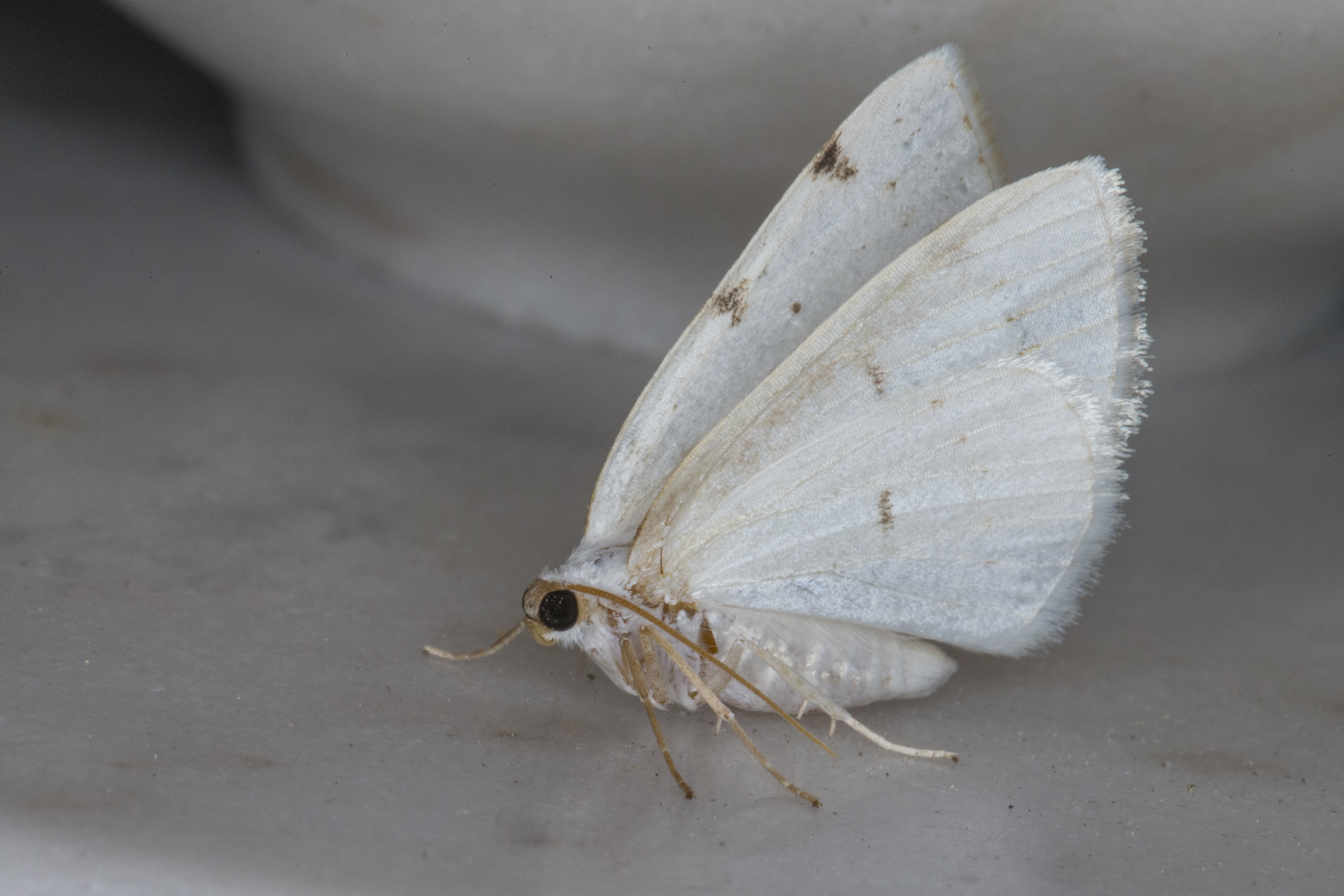
Flügelunterseite

Der Zweifleck-Weißspanner (Lomographa bimaculata) ist ein Schmetterling (Nachtfalter) aus der Familie der Spanner (Geometridae).

## Merkmale

### Falter
Die Falter erreichen eine Flügelspannweite von 22 bis 26 Millimetern. Sie haben weiß gefärbte, zuweilen leicht silbrig schimmernde Flügeloberseiten, die zwei deutliche schwarzbraune Flecke am Vorderrand der Vorderflügel zeigen. Weitere Flügelzeichnungen sind meist verloschen oder undeutlich. Zuweilen ist eine aus graubraunen Punkten gebildete äußere Querlinie vorhanden. Bei einigen Exemplaren ist der Saumbereich leicht bräunlich überstäubt. Die Unterseiten zeigen auf Vorder- und Hinterflügeln je einen dunklen Diskoidalfleck. Der Thorax ist seidig weiß behaart.

### Ei, Raupe, Puppe
Das rundliche Ei ist stark eingedrückt.
Ausgewachsene Raupen haben eine grüne Farbe und sind an einer violett braunen oder roten, meist unterbrochenen und insbesondere am Ende mit Rautenflecken versehenen Rückenlinie zu erkennen.
Die Puppen sind rotbraun gefärbt und am Kremaster mit zwei Spitzen und einigen kurzen Borsten versehen.

## Verbreitung und Lebensraum
Der Zweifleck-Weißspanner ist von ganz Europa ostwärts durch Russland (dort in der ssp. subnotata) bis Ostasien (Japan und Korea) verbreitet. Die Art kommt in den Südalpen lediglich in unteren Lagen vor. Sie lebt bevorzugt an buschigen Laubwaldrändern, auf Waldlichtungen, an Flussufern sowie in Gärten und Parkanlagen.

## Lebensweise
Die Hauptflugzeit der nachtaktiven Falter reicht von Ende April bis Mitte Juli. Sie besuchen künstliche Lichtquellen. Nach der Eiablage schlüpfen die Raupen in der Regel Anfang Juni und verpuppen sich Ende Juli. Zu ihren Nahrungspflanzen zählen die Blätter verschiedener Laubgehölze, dazu zählen Vogel-Kirsche (Prunus avium), Gewöhnliche Traubenkirsche (Prunus padus), Schlehdorn (Prunus spinosa) sowie Birken- (Betula), Linden- (Tilia) und Weißdorn-Arten (Crataegus).  Die Art überwintert als Puppe.

## Gefährdung
Der Zweifleck-Weißspanner ist in den deutschen Bundesländern vereinzelt bis häufig anzutreffen und wird auf der Roten Liste gefährdeter Arten als „nicht gefährdet“ geführt.